# Američka vidrica
Američka vidrica (Neovison vison) sjevernoamerički je pripadnik porodice Mustelidae kojeg pronalazimo u Aljaski, Kanadi i većem dijelu Sjedinjenih Američkih Država. Srodan je lasicama, vidrama, europskoj vidrici, gorskoj kuni i kuni ribolovcu. Neko je vrijeme smatran članom smrdljivaca, no genetski su dokazi pokazali kako bi se smrdljivci trebali nalaziti u zasebnoj porodici nazvanoj Mephitidae. Domesticirani oblik američke vidrice uzgaja se na farmama krzna zbog njenog bujnog krznenog pokrivača, koji je visoko cijenjen. Uzgajivači su razvili raspon nijansi od duboko crne do bijele boje. Srodna vrsta američkoj vidrici, Neovison macrodon, izlovljena je i izumrla u 19. stoljeću.

## Obilježja
Tijelo vidrica prekriveno je sjajnim, gustim tamnosmeđim krznom s bijelom mrljom ispod brade. Imaju kratke udove s djelomičnim plivaćim kožicama, što ih čini dobrim plivačima. Pronalazi ih se u šumovitim područjima i poljima u blizini rijeka i jezera. Ne iskopavaju jazbine, no preuzimaju napuštene brloge ostalih životinja.
Vidrice su djelomično vodeni grabežljivci, sposobni loviti plijen u vodi i na kopnu. Sposobne su roniti ispod površine, hvatajući ribe i žabe. Također vrebaju kopneni plijen poput ptica, zmija, miševa, voluharica i zečeva. Vidrice nisu izbirljivi grabežljivci i hrane se onim plijenom koji je u danom trenutku najlakše dostupan. Većinom su noćne životinje i ne hiberniraju. Vidrice predstavljaju plijen kojotima, velikim ušarama i vukovima. Također bivaju uhvaćene zbog svoga krzna. Njihov se broj značajno smanjio zbog gubitka staništa, učinka onečišćenja na njihovu vodeni izvor prehrane i miješanje gena domaće vidrice u populacije divlje vidrice.
U pravilu su samotne životinje. Parenje se odvija tijekom od rane veljače do ranog travnja; mužjaci i ženke imaju više od jednog partnera. Ženke kote 4-5 mladunaca jednom godišnje. Dok je smrtnost mladunaca iznimno visoka u ranim mjesecima života američke vidrice, životinje koje prežive prvu godinu mogu doživjeti i do tri godine u divljini. U zatočeništvu, vidrice dožive 10-12 godina. Vidricu pronalazimo u područjima koja odgovaraju njenom staništu kroz gotovo čitavu Sjevernu Ameriku, od Floride do Arktika.

## Drugi projekti
|  | Zajednički poslužitelj ima stranicu o temi Neovison vison    |
|  | Zajednički poslužitelj ima još gradiva o temi Neovison vison |
|  | Wikivrste imaju podatke o taksonu Neogale vison              |